# Великороссийский приказ
Великоросси́йский прика́з, Вели́кой Росси́и прика́з — центральное государственное учреждение (приказ) в Русском царстве.

## История
С 1688 года по 1700 год, Великороссийский приказ хотя и подчинялся судьям Посольского приказа был отдельным учреждением. Он сосредоточивал в себе именно дела по управлению южно-русскими поселениями, не вошедшими в состав левобережной Малороссии, по южной окраине Русского государства и составившими особые полки — слободские, в рамках Белгородского полка, а позже Белгородской губернии: Ахтырский, Сумский, Харьковский и Изюмский. Все вместе казачьи полки составляли Слободскую Украину.
В 1700 году Великороссийский приказ был включён в состав Посольского приказа.